# Liste der Staatsoberhäupter 144
Übersicht
◄◄ | ◄ | 140 | 141 | 142 | 143 | Liste der Staatsoberhäupter 144 | 145 | 146 | 147 | 148 | ► | ►►

Weitere Ereignisse

## Afrika
- Aksumitisches Reich
  - König: s. Aksumitisches Reich

- Römisches Reich
  - Provincia Romana Aegyptus
    - Präfekt: Lucius Valerius Proculus (144–147)

## Asien
- Armenien
  - König: Sohaimos (137–160)

- Charakene
  - König: Meredates (131–150/151)

- China
  - Kaiser: Han Shundi (125–144)
  - Kaiser: Han Chongdi (144–145)

- Iberien (Kartlien)
  - König: Parsmen II. (135–185)

- Indien
  - Satavahana
    - König: Vashishtiputra Pulumāyi II. (130–158)

- Japan (Legendäre Kaiser)
  - Kaiser: Seimu (131–191)

- Korea
  - Baekje
    - König: Gaeru (128–166)

  - Gaya
    - König: Suro (42–199?)

  - Silla
    - König: Ilseong (134–154)

- Kuschana
  - König: Huvischka (140–183)

- Osrhoene
  - König: Ma'nu VIII. (139–163)

- Partherreich
  - Schah (Großkönig): Vologaeses III. (128–147)
  - nur im Osten regierend: Mithridates V. (128–147)

## Europa
- Bosporanisches Reich
  - König: Rhoimetalkes (132/133–153/154)

- Römisches Reich
  - Kaiser: Antoninus Pius (138–161)
    - Konsul: Lucius Hedius Rufus Lollianus Avitus (144)
    - Konsul: Titus Statilius Maximus (144)
    - Suffektkonsul: Quintus Laberius Licinianus (144)
    - Suffektkonsul: Marcus Calpurnius Longus (144)
    - Suffektkonsul: Decimus Velius Fidus (144)

  - Provincia Romana Britannia
    - Legat: Quintus Lollius Urbicus (138–144)
    - Legat: Gnaeus Papirius Aelianus (144–148)